# Американски киноложки клуб
Американският киноложки клуб (AKK; на английски: American Kennel Club, AKC) е киноложка организация, базирана в САЩ. За разлика от повечето национални киноложки клубове, AKK не е част от МФК. Организира много изложения по целия свят. 
Към януари 2015 г. са признати 186 породи кучетата, класифицирани в 7 групи:
1. Спортни кучета (птичари, ретривъри, сетери, шпаньоли) – 29 признати породи[1]
2. Хрътки – 29 признати породи[2]
3. Работни кучета (кучета-пазачи, спасители, теглещи шейни и др.) – 30 признати породи[3]
4. Териери – 30 признати породи[4]
5. Декоративни кучета (на английски: toy, играчки) – 21 признати породи[5]
6. Неловджийски кучета (разнообразна група, примери: чау-чау, булдог, пудел) – 20 признати породи[6]
7. Пастирски кучета (очарски и говедарски кучета) – 27 признати породи[7]

Допълнително съществуват не изцяло признати кучета (клас „Разни“, 13 породи) и програма FSS (Foundation Stock Service, 62 породи), към която се записват редки породи или породи, които се селектират и не са готови за регистрация.